# Монтанай
Монтана́й (крим. Montanay, також Ов. Монтонай, Манта) — маловодна річка в Україні у Білогірському районі Автономної Республіки Крим, на Кримському півострові. Права притока річки Зуя (басейн Азовського моря).

## Опис
Довжина річки 14 км, площа басейну водозбору 33,0 км², найкоротша відстань між витоком і гирлом — 12,31 км, коефіцієнт звивистості річки — 1,14. Формується декількома безіменними струмками та загатами.

## Розташування
Бере початок на північній околиці села Курортне (до 1945 року — Хан-Токуз, крим. Han Toquz)  з джерела. Тече переважно на північний захід через село Кримська Роза і на північній околиці села Литвиненкове (до 1945 року — Кен-Тоґай, крим. Keñ Toğay)  впадає у річку Зуя, праву притоку Салгира.
Населені пункти розміщені вздовж берегової смуги: Красногірське (до 1945 року — Чукурча, крим. Çuqurça).

## Цікаві факти
- У XIX столітті над річкою по всій довжині існувало багато водяних млинів[1].
- На північній околиці села Кримська Роза річку перетинає автошлях Р23 (автомобільний шлях регіонального значення на території України, Сімферополь — Зуя — Білогірськ — Старий Крим — Феодосії)[3].